# Shebly Niavarani
Shebly Niavarani, född 7 juli 1979 i Teheran, Iran, är en svensk skådespelare knuten till Stockholms Stadsteaters ensemble.

## Biografi
Niavarani studerade vid Teaterhögskolan i Stockholm 2000–2004  och arbetade därefter med den fria gruppen Frontalteatern och senare på Riksteatern/Riksdrama. Niavarani har på Stockholms Stadsteater medverkat i Övervintrare av Jez Butterworth i regi av Carl Kjellgren, Invasion av Jonas Hassen Khemiri, regi Farnaz Arbabi, Alla mina söner av Arthur Miller regi Carl Kjellgren, Guantanamo regi Eva Bergman och huvudrollen i  Krig och Fred i regi av Carolina Frände och Vem är rädd för Virginia Woolf i regi av Sofia Jupiter. Under 2007-2008 spelade han en av huvudrollerna i Djungelboken av Alexander Mörk-Eidem,  där han spelade Bagheera som transvestit. Han har även medverkat i pjäserna Martyrer, Kåldolmar och Kalsipper och senast Jag ringer mina bröder av Jonas Hassen Khemiri. Han har även regisserat kortfilmer.
På film och TV har Niavarani bland annat medverkat i Wallander – Afrikanen, regi Stephan Apelgren, Ett öga rött, regi Daniel Wallentin, Ciao Bella, En riktig jul, Åkalla och Superhjältejul på Sveriges Television. Han är även med i Måns Herngrens film Allt flyter och gjort en huvudroll i Fallet på SVT. Medverkat även i Arne Dahl: Ont blod i regi av Mani Masserat och Äkta människor i regi av Harald Hamrell och Levan Akin på Sveriges Television.
Niavarani mottog 2009 Gösta Prüzelius stipendium. Senast har han skrivit och regisserat pjäsen Personnummer-XXXX för stiftelsen Friends. Pjäsen spelas ute på skolor och har gästspelat på Unga Klara i Stockholm.
Shebly Niavarani är bror till skådespelaren Shima Niavarani.

## Filmografi (urval)
- 2005 – Wallander - Afrikanen
- 2007 – Ett öga rött
- 2007 – En riktig jul (TV-serie) (julkalender)
- 2008 – Livet i Fagervik (TV-serie)
- 2009 – Superhjältejul (TV-serie) (julkalender)
- 2012 – Arne Dahl: Ont blod (TV-serie)
- 2012 – Johan Falk: Spelets regler
- 2012 – Johan Falk – De 107 patrioterna
- 2012 – Johan Falk: Barninfiltratören
- 2012 – Johan Falk: Kodnamn Lisa
- 2012–2014 – Äkta människor (TV-serie)
- 2014 – Bamse och tjuvstaden (röst)
- 2014 – Stockholm Stories
- 2015–2019 – Gåsmamman (TV-serie)
- 2016 – Finaste familjen (TV-serie)
- 2016 – Upp i det blå
- 2016 – Syrror (TV-serie)
- 2016 – Bamse och häxans dotter (röst)
- 2016 – Upp i det blå
- 2017 – Måste gitt
- 2017 – Bonusfamiljen (TV-serie)
- 2017 – All inclusive
- 2017 – Monky
- 2018–2020 – Advokaten (TV-serie)
- 2018 – Sommaren med släkten (TV-serie)
- 2019 – Älska mig (TV-serie)
- 2020 – Lasse-Majas detektivbyrå (TV-serie)
- 2021 – Eva & Adam
- 2023 – Ruby – Havsmonstret (röst)
- 2025 – Handbok för superhjältar

## Teater

### Roller (ej komplett)
| År   | Roll                      | Produktion                                                 | Regi                                           | Teater                                          |
| ---- | ------------------------- | ---------------------------------------------------------- | ---------------------------------------------- | ----------------------------------------------- |
| 2002 | Vakt m fl                 | Som ni vill ha det (As you Like it) William Shakespeare    | Johanna Garpe                                  | Stockholms stadsteater                          |
| 2007 | Bagheera                  | Djungelboken (The Jungle Book) Rudyard Kipling             | Alexander Mørk-Eidem                           | Stockholms stadsteater                          |
| 2009 | Biståndsbedömaren Bogdan  | Sista dansen Carin Mannheimer                              | Malin Stenberg                                 | Stockholms stadsteater                          |
| 2011 | Bagheera                  | Djungelboken (The Jungle Book) Rudyard Kipling             | Alexander Mørk-Eidem                           | Stockholms stadsteater                          |
| 2012 | Fotografen                | Tribadernas natt Per Olov Enquist                          | Thommy Berggren                                | Stockholms stadsteater                          |
| 2012 |                           | Kamraterna August Strindberg                               | Jörgen Thorsson                                | Stockholms stadsteater på Liljevalchs konsthall |
| 2013 | Georg                     | Martyrer (Märtyrer) Marius von Mayenburg                   | Dritëro Kasapi                                 | Stockholms stadsteater                          |
| 2013 | Gubben Spöket             | Kåldolmar och kalsipper Peter Wahlqvist och Håkan Wennberg | Kajsa Isakson                                  | Parkteatern                                     |
| 2014 | Bagheera                  | Djungelboken (The Jungle Book) Rudyard Kipling             | Alexander Mørk-Eidem                           | Stockholms stadsteater                          |
| 2015 | Niklas Svensson           | Götgatan Kristian Hallberg och Jens Ohlin                  | Jens Ohlin                                     | Dramaten                                        |
| 2015 | Louis                     | Ladykillers (The Ladykillers) Graham Linehan               | Emma Bucht                                     | Oscarsteatern                                   |
| 2016 | Gubben Eno                | Mio min Mio Astrid Lindgren                                | Sofia Jupither                                 | Kulturhuset Stadsteatern                        |
| 2017 | Norman                    | Hemsöborna August Strindberg                               | Stefan Metz                                    | Kulturhuset Stadsteatern                        |
| 2017 | August                    | Våra drömmars stad Per Anders Fogelström                   | Linus Tunström                                 | Kulturhuset Stadsteatern                        |
| 2018 | Amir                      | Onåd (Disgraced) Ayad Akhtar                               | Dritëro Kasapi                                 | Kulturhuset Stadsteatern                        |
| 2018 | Christopher "Kit" Marlowe | Shakespeare in Love Marc Norman och Tom Stoppard           | Ronny Danielsson                               | Kulturhuset Stadsteatern                        |
| 2019 | Pastor John Hale          | Häxjakten (The Crucible) Arthur Miller                     | Alexander Mørk-Eidem                           | Dramaten/ Kulturhuset Stadsteatern              |
| 2021 | Lignière                  | Cyrano de Bergerac Martin Crimp                            | Alexander Mørk-Eidem                           | Kulturhuset Stadsteatern                        |
| 2022 | Lamb                      | Drivhuset (The Hothouse) Harold Pinter                     | Stefan Metz                                    | Kulturhuset Stadsteatern                        |
| 2022 | Martin                    | Var är Olle? Amanda Glans och Andreas Kundler              | Andreas Kundler                                | Kulturhuset Stadsteatern                        |
| 2022 |                           | Köket är hemmets hjärta Agnes Lidbeck                      | Nora Nilsson                                   | Kulturhuset Stadsteatern                        |
| 2023 |                           | Röde Orm Frans G. Bengtsson                                | Alexander Mørk-Eidem                           | Kulturhuset Stadsteatern                        |
| 2023 | Laertes                   | Hamlet William Shakespeare                                 | Sunil Munshi                                   | Kulturhuset Stadsteatern                        |
| 2024 | Järnek m.fl.              | Den långa flykten (Watership Down) Richard Adams           | Alexander Mørk-Eidem                           | Kulturhuset Stadsteatern                        |
| 2025 | Agenten                   | Det stora lördagspaketet Per Naroskin                      | Sara Jangfeldt Shebly Niavarani Fredrik Rydman | Kulturhuset Stadsteatern                        |

### Regi
| År   | Produktion               | Upphovsmän   | Teater                   | Noter                                             |
| ---- | ------------------------ | ------------ | ------------------------ | ------------------------------------------------- |
| 2025 | Det stora lördagspaketet | Per Naroskin | Kulturhuset Stadsteatern | tillsammans med Sara Jangfeldt och Fredrik Rydman |